# St. Georg (Weidenbach)

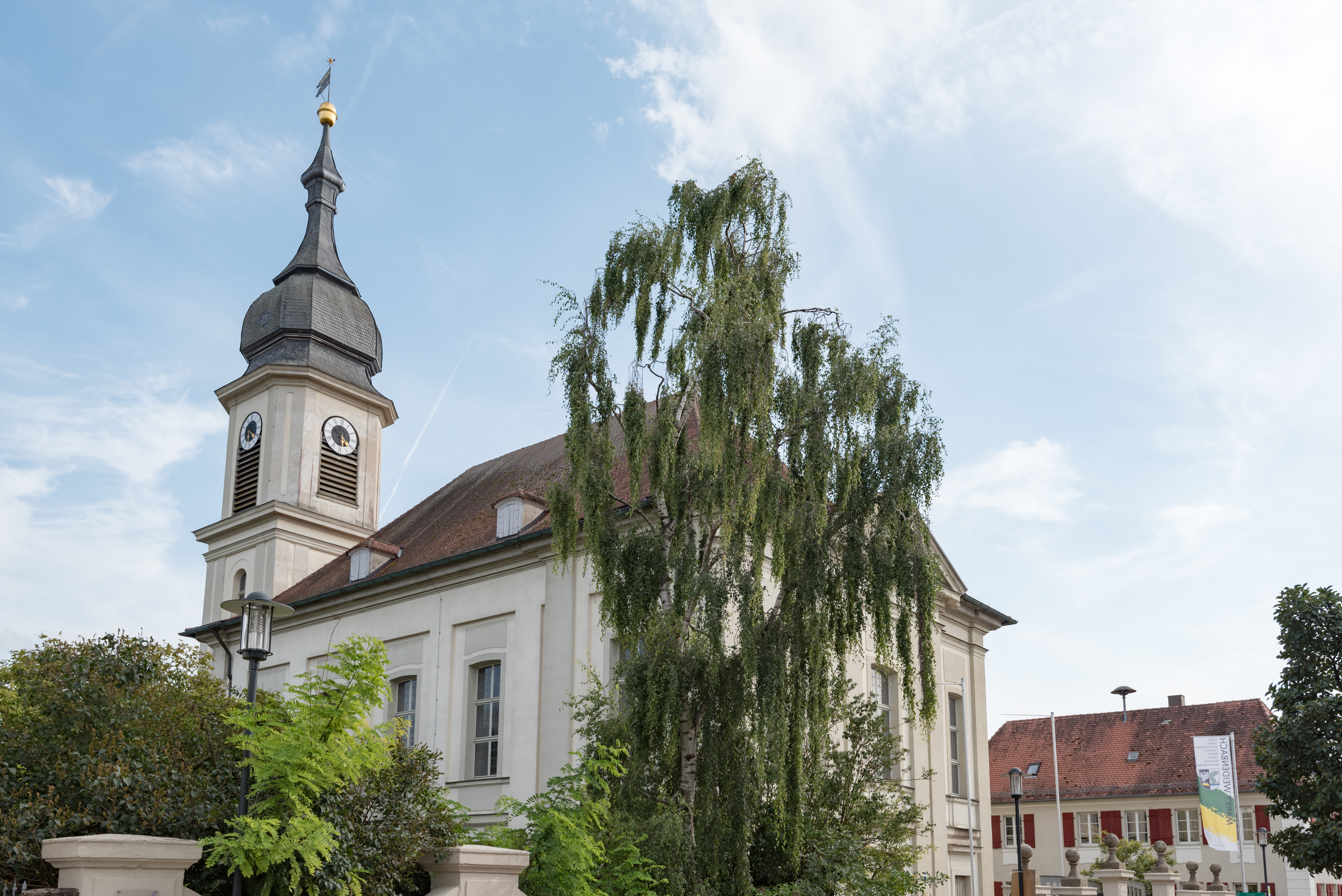
St. Georg (Weidenbach)

Die denkmalgeschützte, evangelisch-lutherische Pfarrkirche St. Georg steht in Weidenbach, einem Markt im Landkreis Ansbach (Mittelfranken, Bayern). Die Kirche ist unter der Denkmalnummer D-5-71-216-7 als Baudenkmal in der Bayerischen Denkmalliste eingetragen. Die Kirchengemeinde gehört zum Dekanat Ansbach im Kirchenkreis Ansbach-Würzburg der Evangelisch-Lutherischen Kirche in Bayern.

## Beschreibung
Am 12. Mai 1735, dem Geburtstag vom Markgrafen Karl Wilhelm Friedrich (Brandenburg-Ansbach) wurde der Grundstein für eine neue Kirche gelegt, nachdem die alte baufällige abgerissen war. Die neue, nach einem Entwurf von Leopoldo Retti gebaute Predigtkirche, zugleich Hofkirche der Markgrafenresidenz wurde am 13. Mai 1736 eingeweiht. Die spätbarocke Saalkirche besteht aus einem Langhaus, das mit einem Walmdach bedeckt ist, und einem Kirchturm im Osten, dessen untere Geschosse zum mittelalterlichen Vorgängerbau gehörten. Im Kirchturm ist der eingezogene Chor, der mit einer Apsis abschließt, integriert. Die mit Lisenen in drei Bereiche gegliederte Fassade im Westen beherbergt im mittleren das Portal. 
Der Innenraum ist mit umlaufenden, doppelstöckigen Emporen ausgestattet. Über dem Eingang im Westen befindet sich die Patronatsloge. Ihr gegenüber steht der Kanzelaltar, überragt von der Orgel auf der unteren Empore, die obere ist unterbrochen, deren Prospekt mit Ornamenten aus Rocaille verziert ist. Die Orgel mit 16 Registern, zwei Manualen und einem Pedal wurde 1890 als Opus 398 von G. F. Steinmeyer & Co. gebaut.